# Zenon Jaskuła
Zenon Jaskuła   (Gorzów Wielkopolski, 4 de juny de 1962) va ser un ciclista polonès, que fou professional entre 1990 i 1998. Excel·lent contrarellotgista, en el seu palmarès destaca el fet de ser el primer ciclista de l'Europa de l'Est en pujar al podi del Tour de França, el 1993, rere Miguel Indurain i Tony Rominger.

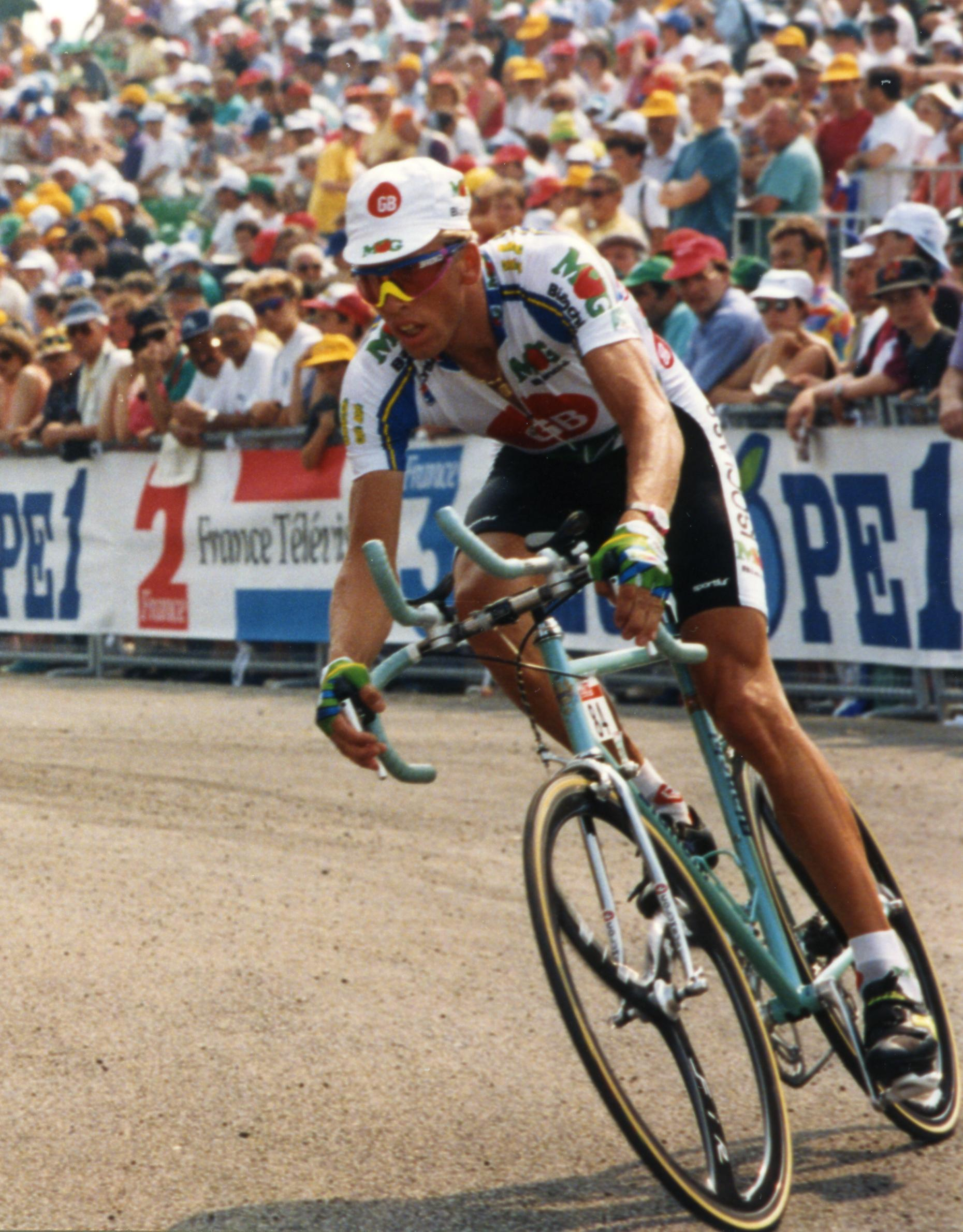
Zenon Jaskula al Tour de França de 1993

Com a amateur va guanyar la medalla de plata en la prova de 100 km contrarellotge per equips als Jocs Olímpics de 1988. L'any següent repetí medalla en la mateixa prova al Campionat del món.

## Palmarès
- 1981
  - Vencedor d'una etapa de la Volta a Polònia
- 1985
  - Vencedor de 3 etapes de la Volta a Polònia
  - Vencedor d'una etapa del Circuit de La Sarthe
- 1986
  -  Campionat de Polònia en contrarellotge
  - 1r a la Settimana Ciclistica Lombarda
- 1987
  -  Campionat de Polònia en contrarellotge
- 1988
  -  Campionat de Polònia en contrarellotge
  - Vencedor de 2 etapes de la Niedersachsen Rundfahrt
- 1990
  -  Campió de Polònia en ruta
- 1992
  - Vencedor de 2 etapes del Herald Sun Tour
- 1993
  - Vencedor d'una etapa del Tour de França
  - Vencedor d'una etapa de la Volta a Suïssa
- 1994
  - 1r al Trofeo dello Scalatore
- 1997
  - 1r a la Volta a Portugal i vencedor de 2 etapes

### Resultats al Tour de França
- 1992. Abandona (12a etapa)
- 1993. 3r de la classificació general. Vencedor d'una etapa
- 1995. 46è de la classificació general
- 1996. Abandona (7a etapa)
- 1997. 59è de la classificació general

### Resultats al Giro d'Itàlia
- 1990. 20è de la classificació general
- 1991. 9è de la classificació general
- 1992. 17è de la classificació general
- 1993. 10è de la classificació general
- 1995. 38è de la classificació general
- 1996. 20è de la classificació general